# Демографічний енциклопедичний словник (Радянська енциклопедія)
Демографічний енциклопедичний словник (рос. Демографический энциклопедический словарь) — перший радянський науковий однотомний енциклопедичний словник з демографії, випущений видавництвом «Радянська енциклопедія» 1985 року під редакцією професора Дмитра Гнатовича Валентея. Тираж — 100 000 примірників.

## Передісторія
Першим енциклопедичним виданням в якому була зроблена спроба дати систематизований виклад не тільки демографічних проблем, але і основної суми знань про народонаселення була японська «Енциклопедія народонаселення» 1957 року. Перший досвід систематизації демографічної термінології пов'язаний з випуском 1958 року багатомовного демографічного тлумачного словника ООН, як посібника для перекладачів. Російською мовою перекладений 1964 року. 1971 року в Швеції було видано міжмовний словник еквівалентів демографічних термінів трьома мовами. 1974 року подібний міжмовний словник 6-ма мовами видано в Чехословаччині. Румунський учений В. Требіч взяв за основу оонівський словник і видав 1975 року в Бухаресті «Стислий демографічний енциклопедичний словник» румунською мовою. 1982 року в Нью-Йорку і Лондоні Міжнародним інститутом досліджень відтворення людини при медичному факультеті Колумбійського університету була видана «Міжнародна енциклопедія народонаселення», над якою трудився великий колектив фахівців.

## Опис
Словник являє собою перше російське довідкове видання з питань демографії та народонаселення, що включає понад 1350 статей. Словник призначений для викладачів університетів, інститутів, вчителів середньої школи, студентів і всіх, хто цікавиться народонаселенням світу. Включає головні поняття, які розкривають найважливіші поняття, методи дослідження і проблеми народонаселення світу. Велике число статей присвячено біографіям демографів, економістів, географів, філософів, що вплинули на розвиток вивчення народонаселення. Статті про населення країн світу, СРСР, союзні та автономні республіки, автономні області й округи забезпечені картами розміщення населення, статті про країни — віково-статевими пірамідами. Словник містить великий статистичний матеріал на першу половину 1980-х років.
Бібліографічний опис
- (рос.) Демографический энциклопедический словарь / Гл. ред. Д. И. Валентей. — М. : Советская Энциклопедия, 1985. — 608 с. — 100 000 прим.

## Редакційна колегія
Обговорення концепції першого в СРСР довідкового демографічного видання, його структури і словника проводилось в науково-дослідних інститутах і на кафедрах вищих навчальних закладів, у планово-господарських органах 17 міст країни. У складі авторського колективу словника 270 вчених і працівників структур народного господарства з 35 міст. Представлені вчені всіх союзних і ряду автономних республік, областей і округів. Під час складання словника проводилися консультації з вченими з соціалістичних країн — Болгарії, Угорщини, НДР, Польщі, Чехословаччини, Югославії, Монголії й Куби.
До складу редколегії ввійшли:
- Валентей Дмитро Гнатович — головний редактор
- Сурганов Б. Б. — заступник головного редактора
- Шелестов Д. К. — заступник головного редактора
- Араб-Огли Е. А., Ата-Мірзаєв О. Б.-М., Боярський А. Я., Бурнашев Е. Ю., Джаошвілі В. Ш., Дмітрієва Р. М., Волков А. Г., Горкін Олександр Павлович, Заславська Т. І., Кваша А. Я., Рябушкін Т. В., Стешенко В. С., Татевосов Р. В., Фамінський І. П., Хорєв Б. С[4].

Науковими консультантами виступали:
- доктори економічних наук А. Г. Вишневський, Б. Д. Бреевя, Н. Гузеватий, Л. Л. Рибаковський, Б. Ц. Урланіс;
- кандидати економічних наук А. П. Судоплатов, А. А. Ткаченко, В. П. Томін, Н. В. Зверєва, В. М. Медков, Ю. А. Бжилянський, Л. Е. Дарський, В. М. Моісеєнко;
- кандидат фізико-математичних наук Е. М. Андреєв;
- доктори медичних наук М. С. Бєдний, І. П. Каткова;
- кандидат медичних наук А. М. Сточик;
- доктор географічних наук С. А. Ковальов;
- кандидати географічних наук О. А. Євтєєв, С. Н. Раковський;
- доктори юридичних наук Г. И. Литвинова, М. Л. Захаров і Р. М. Цивільов.